# Torweg (Calenberg)
Der Torweg in Warburg, Bezirk Calenberg, ist Teil der Burganlage Burg Calenberg. 
Es ist anzunehmen, dass der Burgbergring mit dem Außenbereich durch eine Toranlage verbunden war. Nach dieser wiederum wurde der Torweg benannt. Reste der Tores des Außenbereiches sind nicht erhalten. Er ist somit zugleich Zeugnis der Geschichte der Burg Calenberg, wenngleich nur durch seine Namensgebung. Ihr Standort wird im Bereich des Anwesens Torweg 2 lokalisiert. Die Mauer verlief wohl zunächst in nördlicher Richtung zum sogenannten Krauthof und knickte dort nach Westen um. Reste der Mauer werden im Torweg im Bereich der Häuser Nr. 6 und 8 und am Gefallenengedenkstein an der Straße Zur Burg lokalisiert. Die Straße Zur Burg teilt sich kurz vor der Burg zu einem Ring. Dazwischen liegt der Torweg.